# Сульфид висмута(III)
Сульфид висмута(III) — бинарное неорганическое соединение, соль металла висмута и сероводорода с формулой Bi2S3, коричнево-чёрные кристаллы, нерастворимые в воде.

## Получение
- В природе встречается минерал висмутин — сульфид висмута  Bi2S3.

- Сплавление висмута и серы в инертной атмосфере::

{\displaystyle {\mathsf {2Bi+3S\ {\xrightarrow {300-400^{o}C}}\ Bi_{2}S_{3}}}}
- Пропуская сероводород через раствор трёхвалентной соли висмута:

{\displaystyle {\mathsf {2Bi(NO_{3})_{3}+3H_{2}S\ {\xrightarrow {}}\ Bi_{2}S_{3}+6HNO_{3}}}}
- Нагревание иодида висмута(III) с сульфидами ртути в инертной атмосфере:

{\displaystyle {\mathsf {2BiI_{3}+3HgS\ {\xrightarrow {T}}\ Bi_{2}S_{3}+3HgI_{2}}}}

## Физические свойства
Сульфид висмута(III) образует коричнево-чёрные кристаллы
ромбической сингонии, пространственная группа P bmn, параметры ячейки a = 1,113 нм, b = 1,127 нм, c = 0,397 нм, Z = 4.
Возгоняется в вакууме при 300°С.
Не растворяется в воде, p ПР = 104,05.

## Химические свойства
- Разлагается при нагревании:

{\displaystyle {\mathsf {Bi_{2}S_{3}\ {\xrightarrow {>685^{o}C}}\ 2BiS+S}}}
- Окисляется горячими концентрированными серной и азотной кислотой:

{\displaystyle {\mathsf {Bi_{2}S_{3}+12H_{2}SO_{4}\ {\xrightarrow {100^{o}C}}\ Bi_{2}(SO_{4})_{3}+12SO_{2}\uparrow +12H_{2}O}}}
{\displaystyle {\mathsf {Bi_{2}S_{3}+24HNO_{3}\ {\xrightarrow {100^{o}C}}\ Bi_{2}(SO_{4})_{3}+24NO_{2}\uparrow +12H_{2}O}}}
- Окисляется кислородом:

{\displaystyle {\mathsf {2Bi_{2}S_{3}+9O_{2}\ {\xrightarrow {}}\ 2Bi_{2}O_{3}+6SO_{2}\uparrow }}}
- Вытесняется более активными металлами:

{\displaystyle {\mathsf {Bi_{2}S_{3}+3Fe\ {\xrightarrow {1000^{o}C}}\ 2Bi+3FeS}}}
- С сульфидами щелочных металлов образует комплексные соли — тиовисмутаты:

{\displaystyle {\mathsf {Bi_{2}S_{3}+Na_{2}S\ {\xrightarrow {600-800^{o}C}}\ 2Na[BiS_{2}]}}}

## Применение
- Полупроводниковые материалы.